# Сигуанг-Ри
Сигуанг-Ри (Siguang Ri) (7308 м) — вершина хребта Махалангур-Химал, в центральной части Гималаев, высокий пик в 6 км к северо-востоку от Чо-Ойю (8201 м). Расположена в Тибете. Сигуанг-Ри является 83 по высоте вершиной мира, но совершенно теряется на фоне близко расположенной гигантской стены Чо-Ойю — Гиачунг-Канг.
В 1999 совершены восхождения российских альпинистов: Сигуанг-Ри-Шар (6998 м) по Южной стене и Сигуанг-Ри (7309 м) по Северной стене.